# Llista de peixos del riu São Francisco

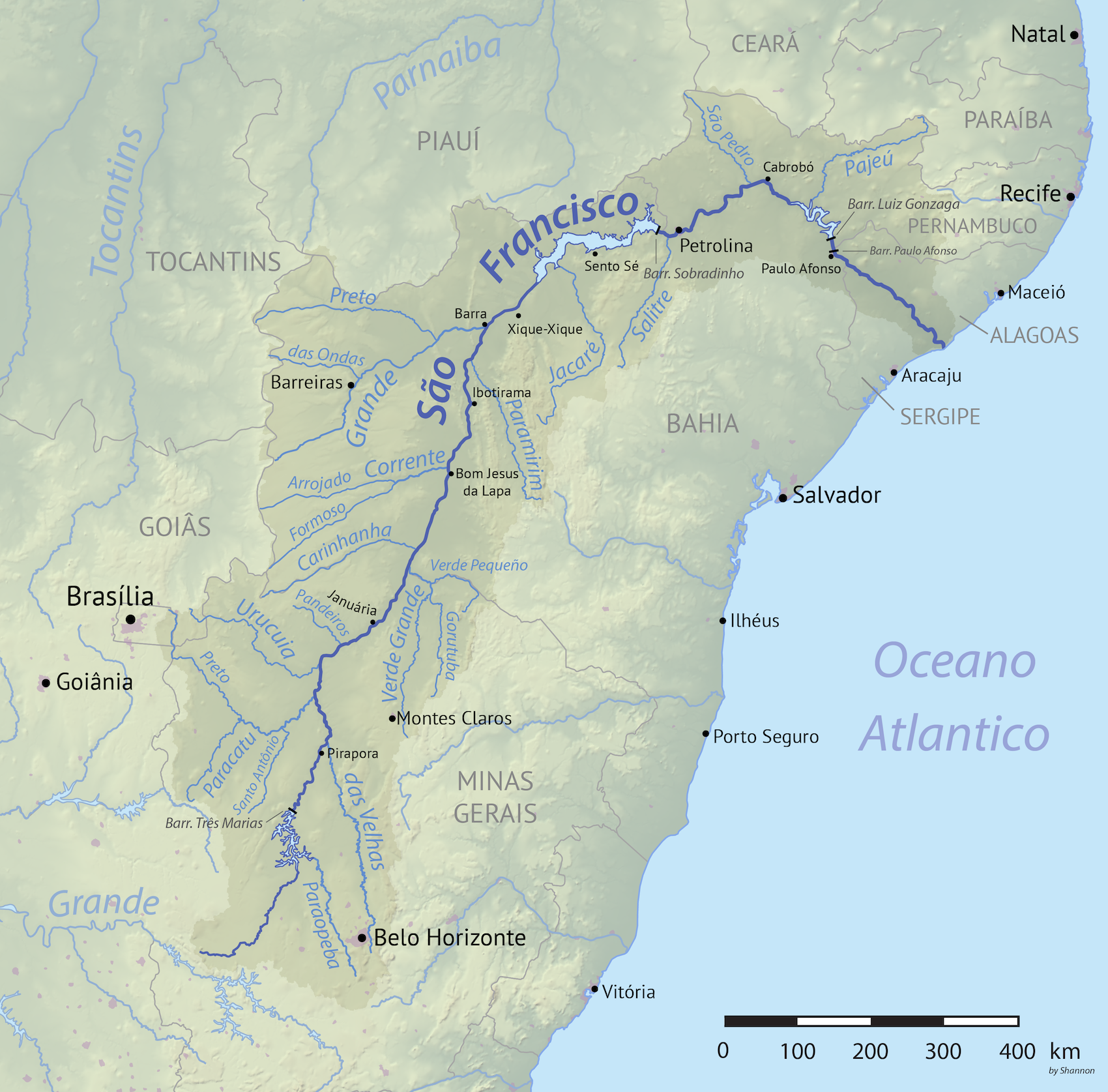
El riu São Francisco al sud-est del Brasil

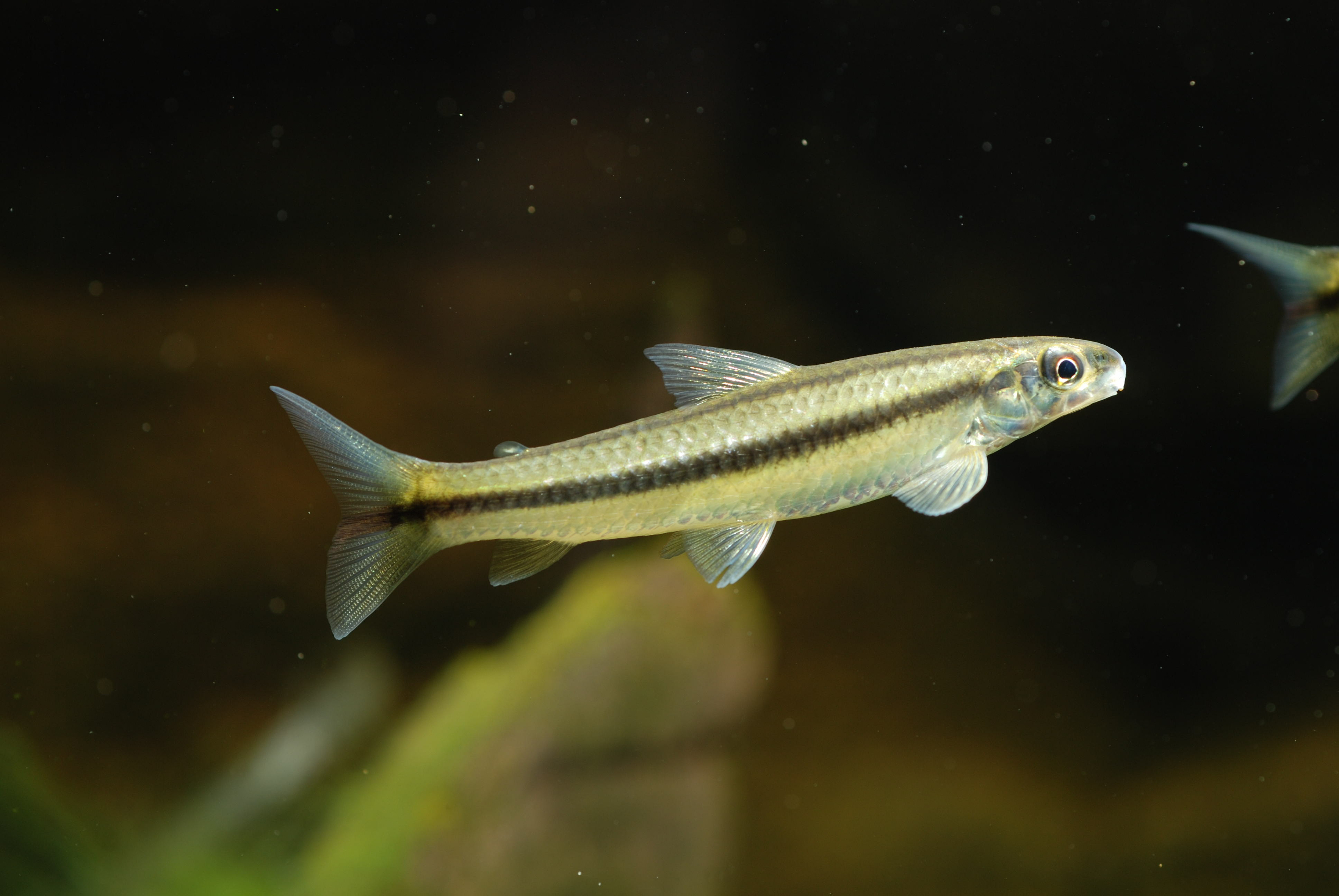
Apareiodon hasemani

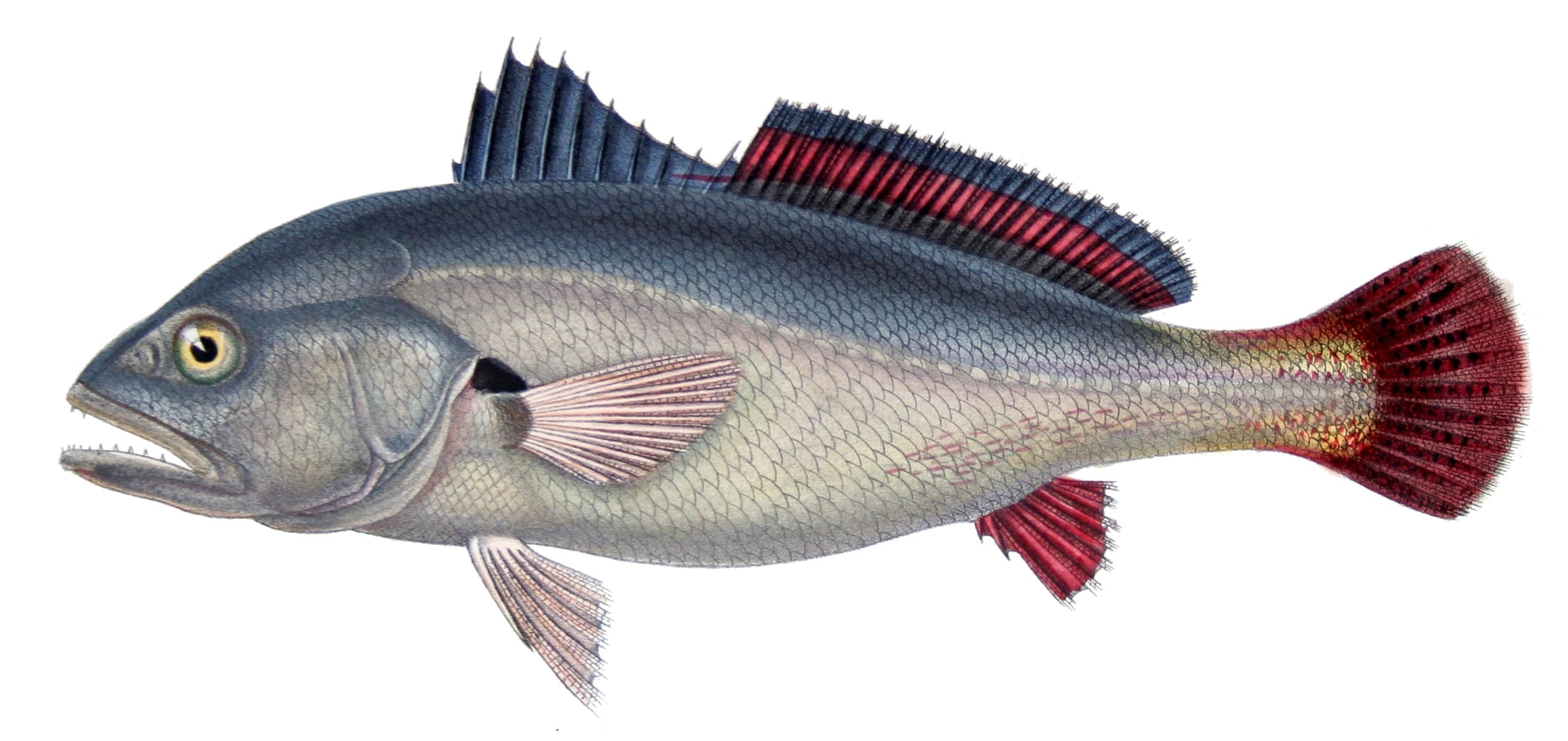
Plagioscion squamosissimus (il·lustració del 1856)

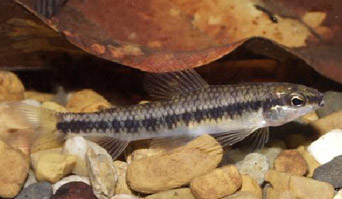
Characidium fasciatum

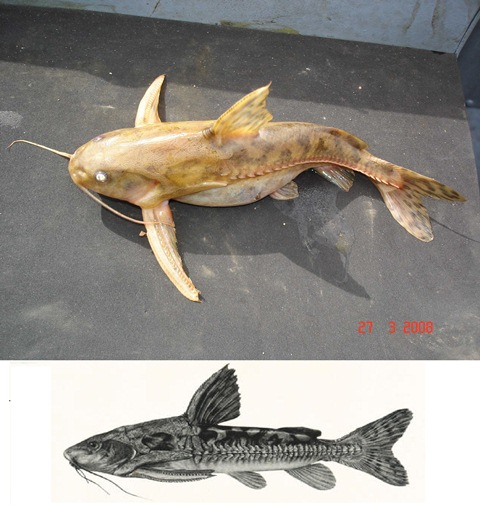
Franciscodoras marmoratus

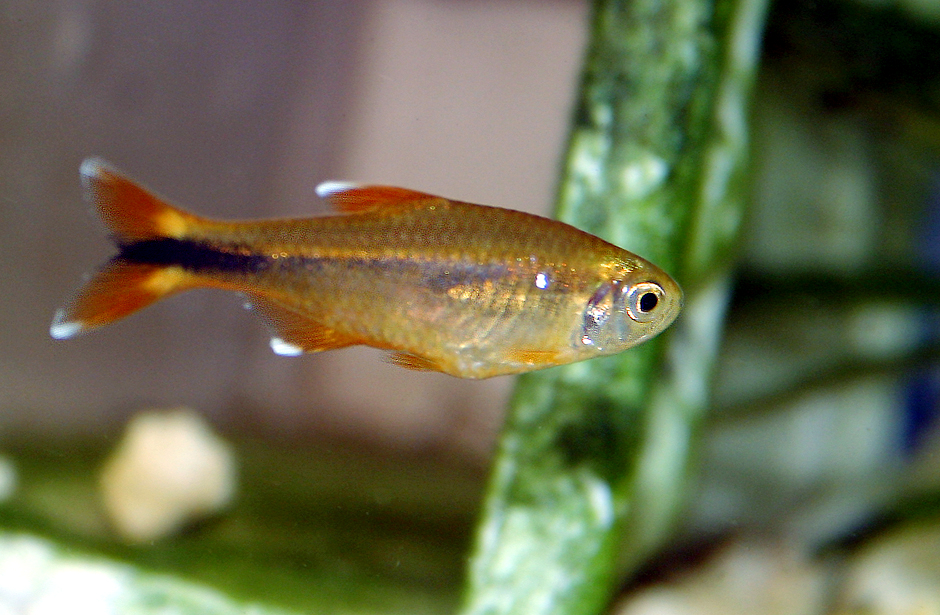
Hasemania nana

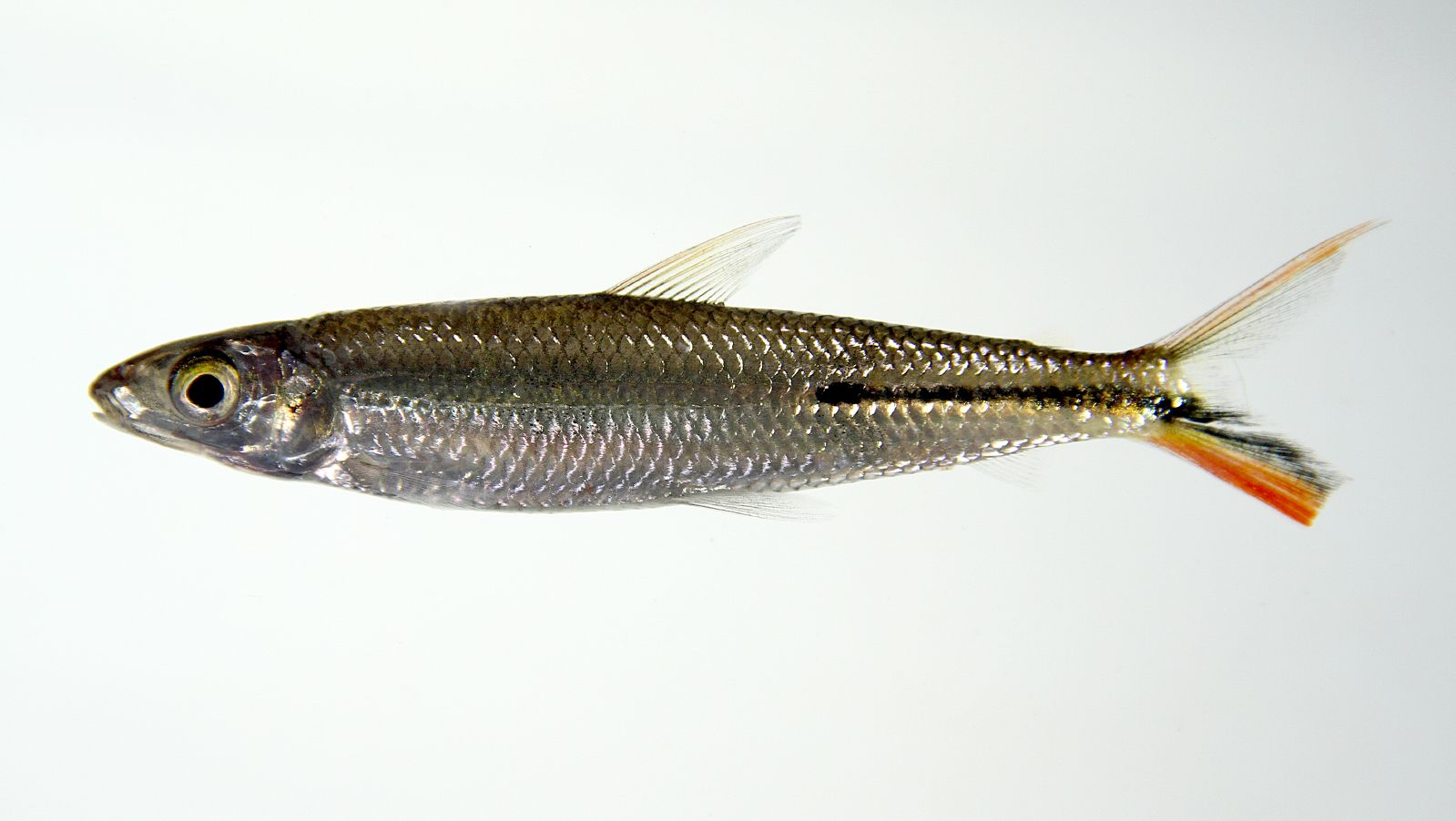
Hemiodus gracilis

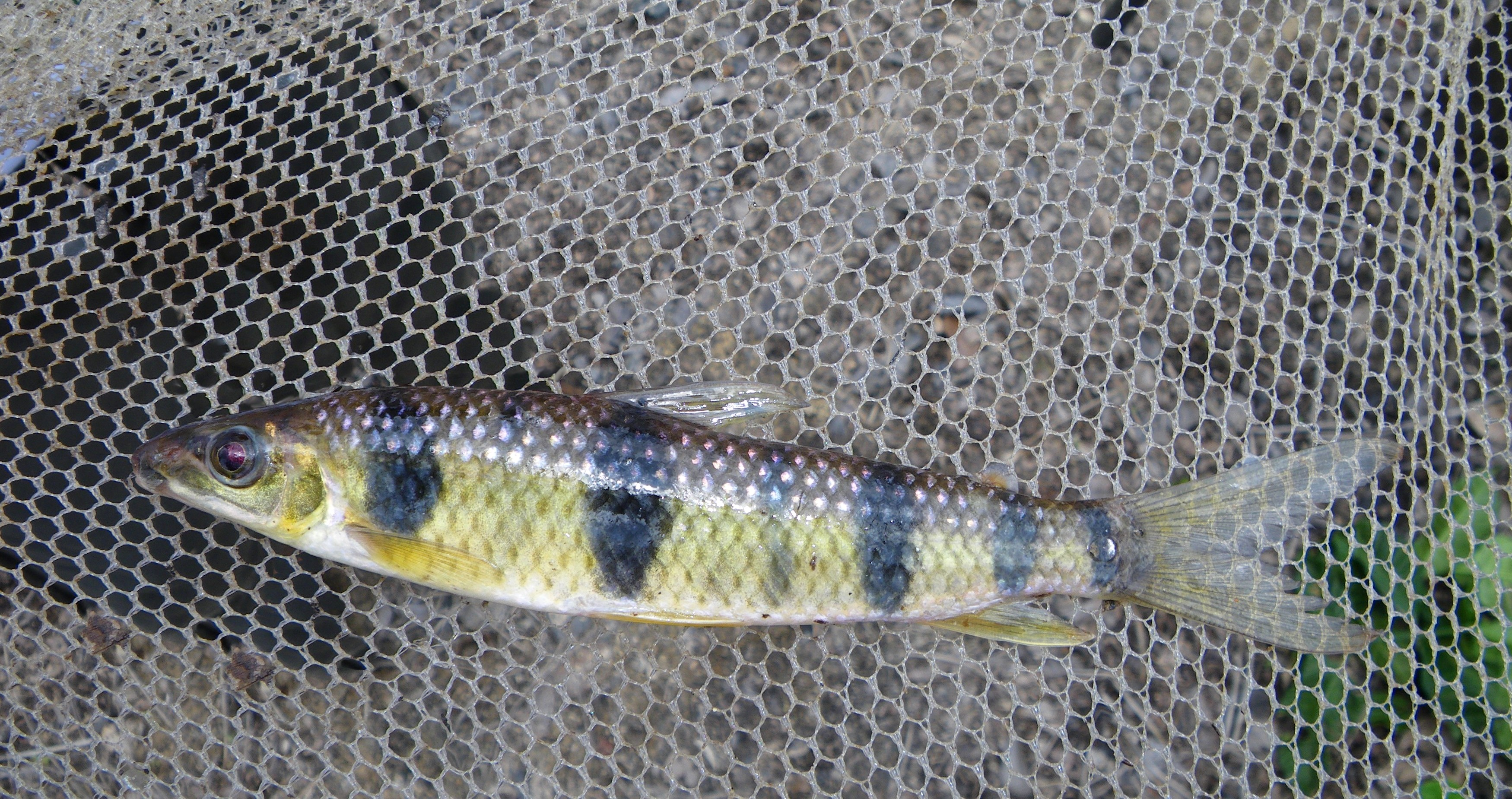
Leporinus maculatus

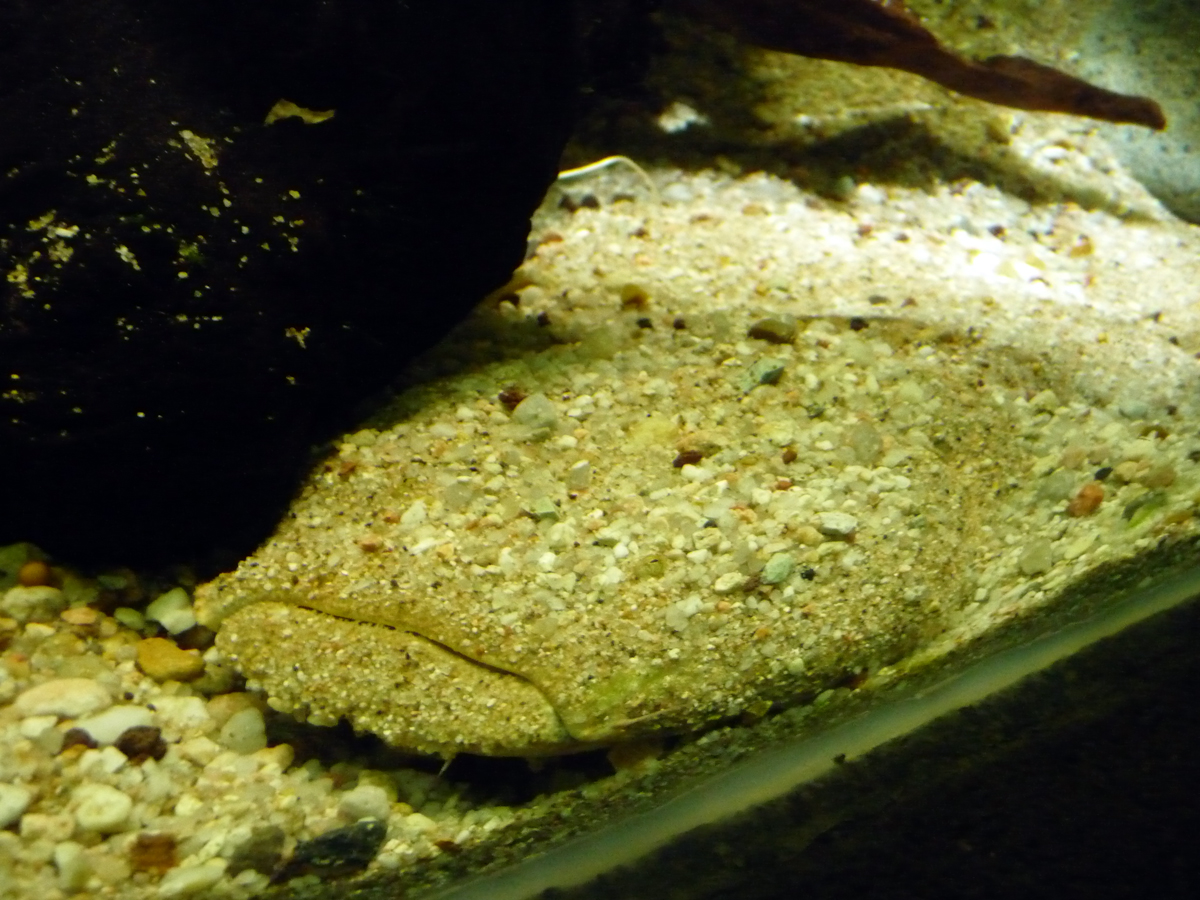
Lophiosilurus alexandri

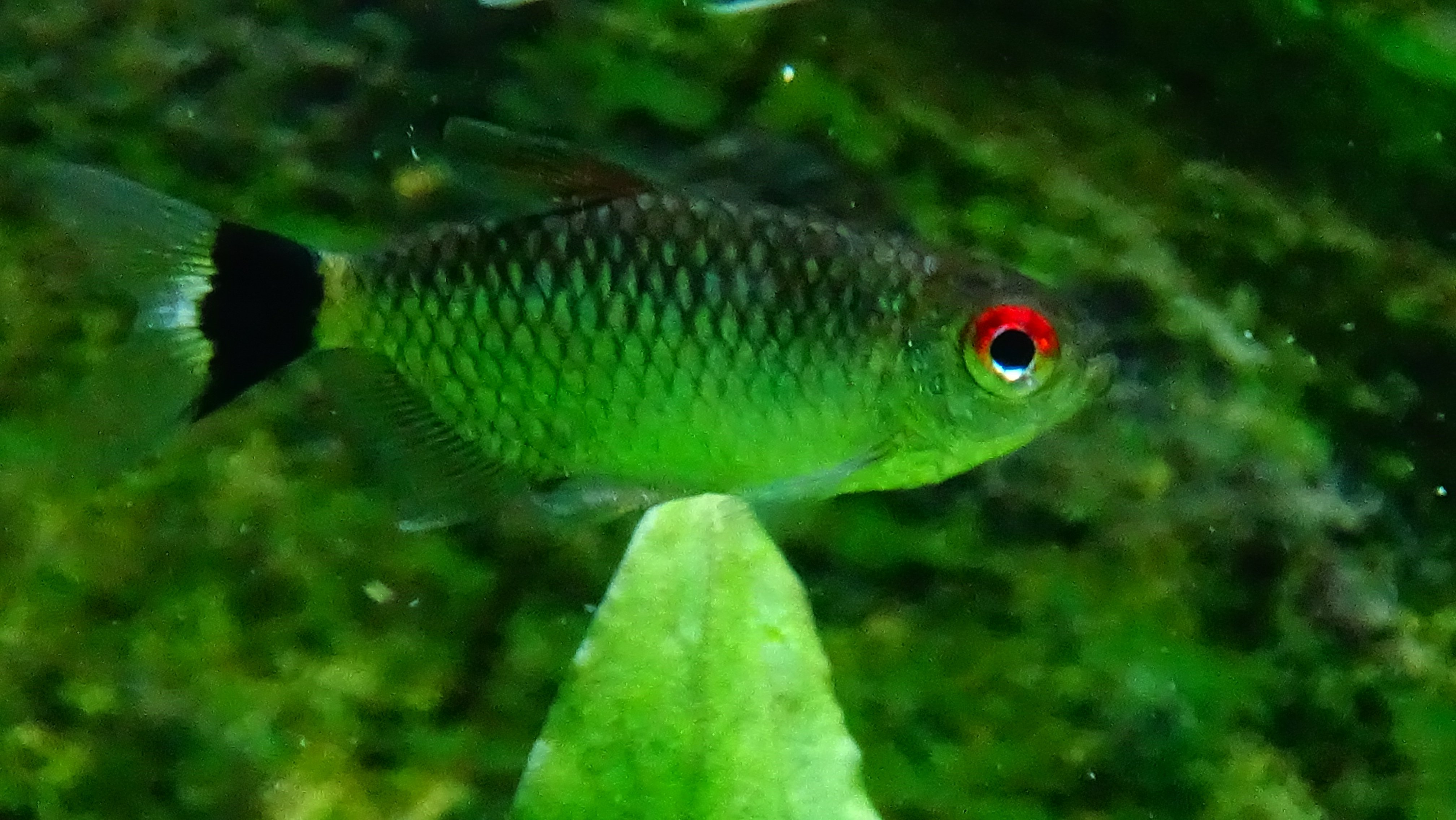
Moenkhausia sanctaefilomenae

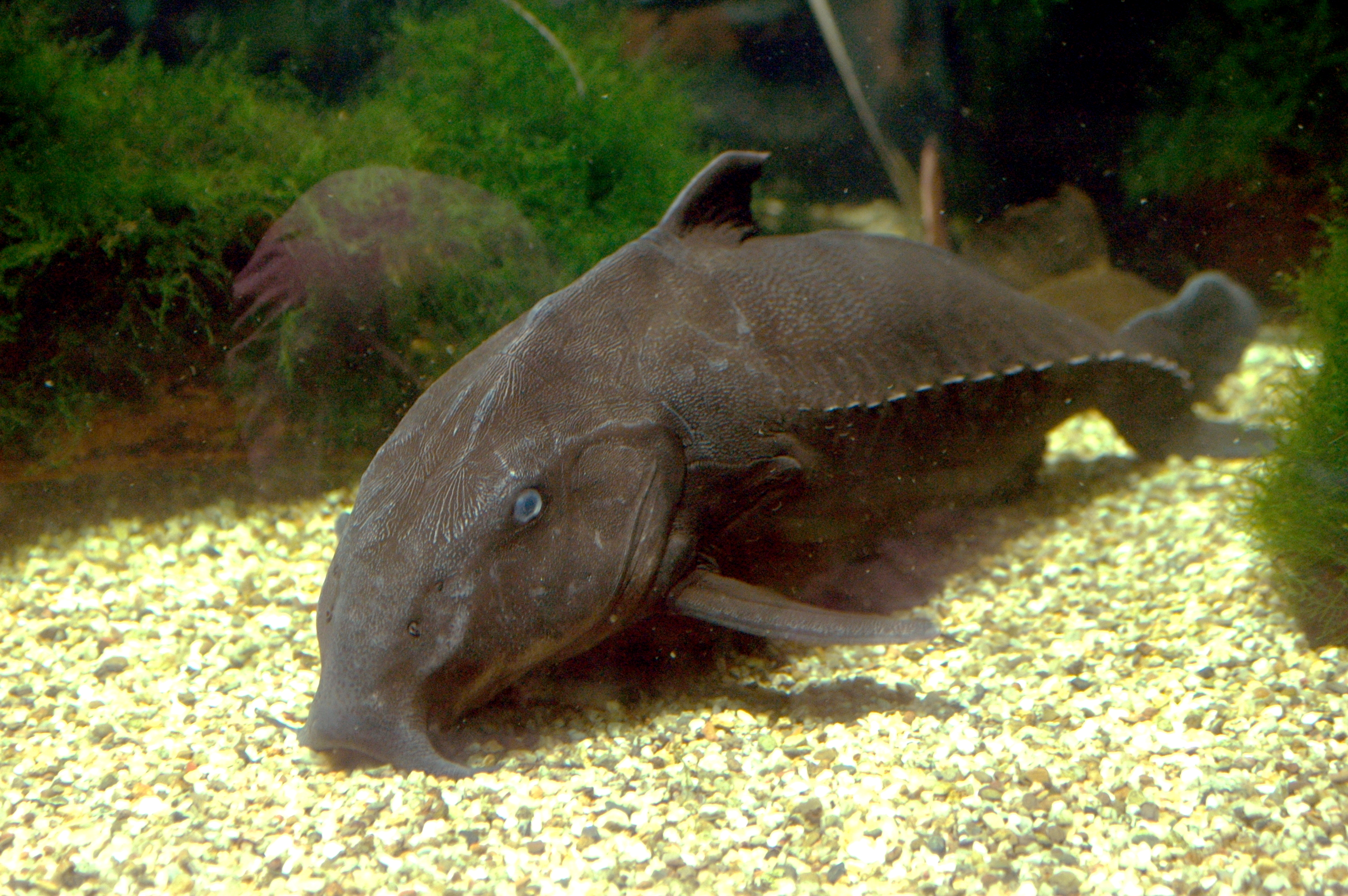
Oxydoras niger

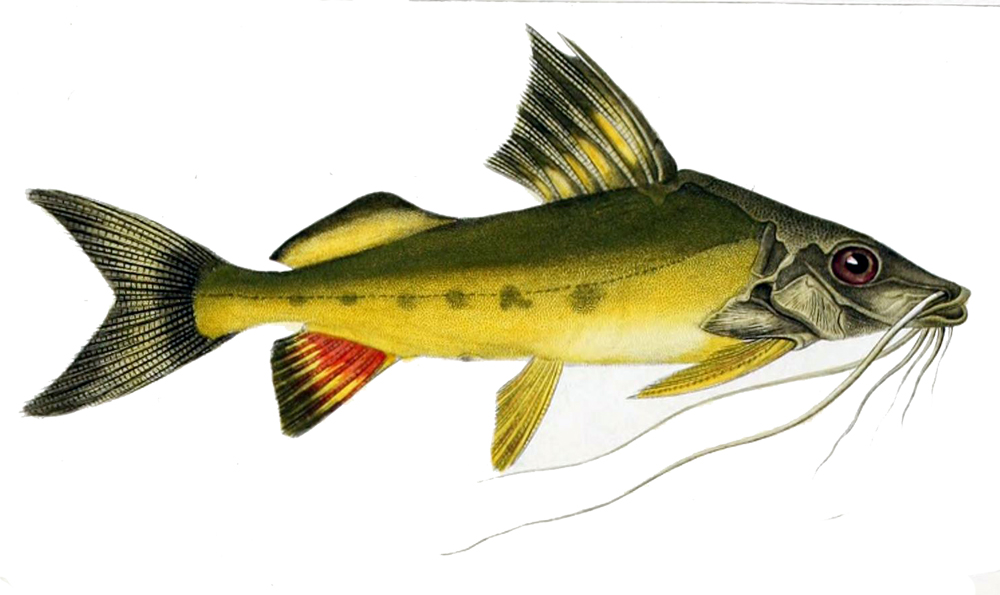
Pimelodus maculatus (il·lustració del 1847)

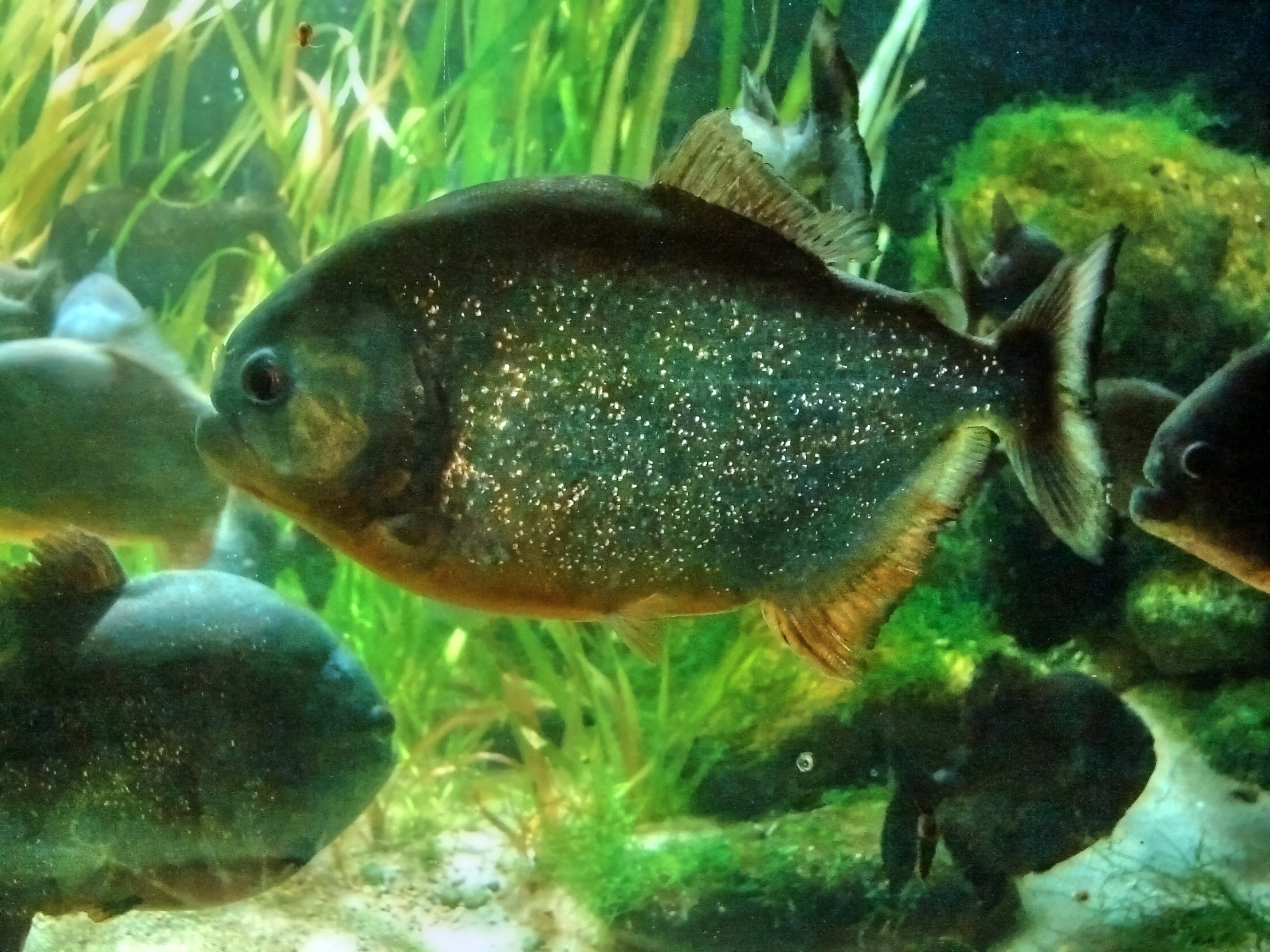
Pygocentrus piraya

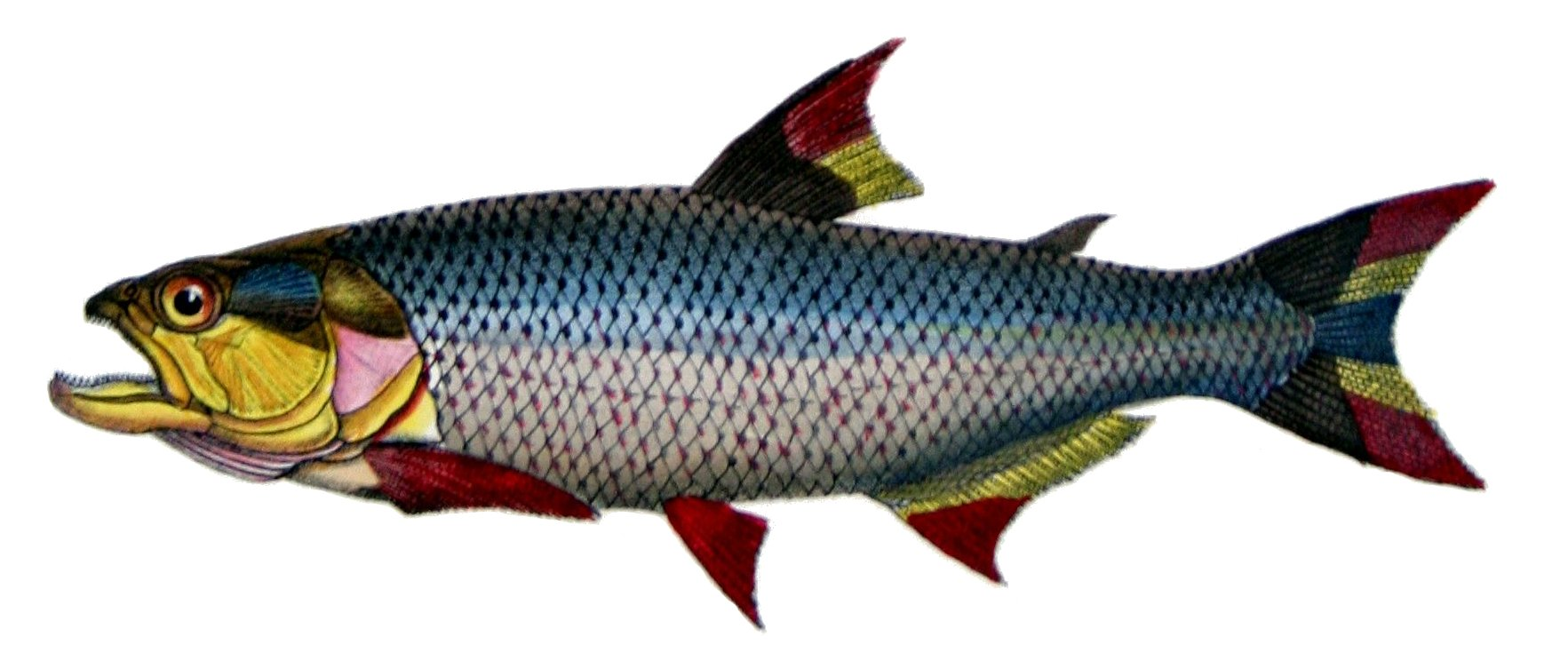
Salminus hilarii (il·lustració del 1856)

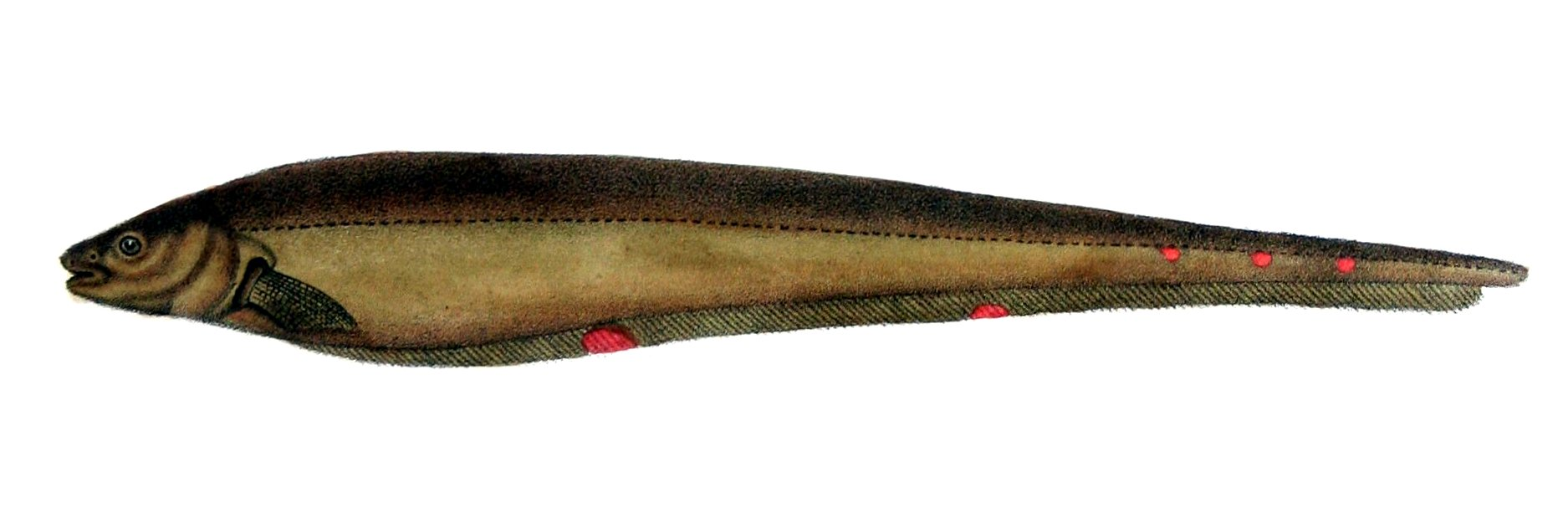
Sternopygus macrurus (il·lustració del 1856)

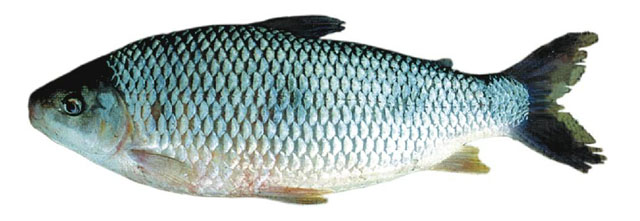
Leporinus obtusidens

Aquesta llista de peixos del riu São Francisco inclou 159 espècies de peixos que es poden trobar actualment al riu São Francisco ordenades per l'ordre alfabètic de llur nom científic.

## A
- Acestrorhynchus britskii
- Acestrorhynchus lacustris
- Acinocheirodon melanogramma
- Anchoviella vaillanti
- Apareiodon hasemani
- Apareiodon ibitiensis
- Apareiodon piracicabae
- Apteronotus brasiliensis
- Archolaemus orientalis
- Astyanax lacustris
- Astyanax rivularis
- Australoheros mattosi
- Australoheros montanus

## B
- Bagropsis reinhardti
- Bergiaria westermanni
- Brycon nattereri
- Brycon orthotaenia
- Bryconamericus stramineus

## C
- Cephalosilurus fowleri
- Cetopsis gobioides
- Cetopsorhamdia iheringi
- Characidium fasciatum
- Characidium lagosantense
- Cichlasoma sanctifranciscense
- Compsura heterura
- Conorhynchos conirostris
- Corydoras difluviatilis[1]
- Corydoras garbei
- Corydoras lymnades[2]
- Curimatella lepidura
- Cynolebias albipunctatus
- Cynolebias altus
- Cynolebias attenuatus
- Cynolebias gibbus
- Cynolebias gilbertoi[3]
- Cynolebias leptocephalus
- Cynolebias perforatus

## D
- Duopalatinus emarginatus

## E
- Eigenmannia microstoma

## F
- Franciscodoras marmoratus

## G
- Galeocharax gulo

## H
- Harttia longipinna
- Harttia torrenticola
- Hasemania nana
- Hemigrammus brevis
- Hemigrammus gracilis
- Hemigrammus marginatus
- Hemiodus gracilis
- Hoplerythrinus unitaeniatus
- Hoplias microcephalus
- Hyphessobrycon diastatos[4]
- Hyphessobrycon micropterus
- Hyphessobrycon santae
- Hypsolebias adornatus[5]
- Hypsolebias flavicaudatus[6]
- Hypsolebias ghisolfii
- Hypsolebias gilbertobrasili
- Hypsolebias guanambi
- Hypsolebias harmonicus
- Hypsolebias hellneri
- Hypsolebias igneus
- Hypsolebias janaubensis
- Hypsolebias macaubensis
- Hypsolebias mediopapillatus
- Hypsolebias nitens
- Hypsolebias pterophyllus
- Hypsolebias radiseriatus
- Hypsolebias sertanejo
- Hysteronotus megalostomus

## I
- Imparfinis borodini
- Imparfinis minutus

## K
- Kolpotocheirodon theloura

## L
- Lepidocharax burnsi
- Leporellus cartledgei
- Leporellus pictus
- Leporinus elongatus
- Leporinus maculatus
- Leporinus marcgravii
- Leporinus obtusidens
- Leporinus reinhardti
- Leporinus taeniatus
- Lophiosilurus alexandri

## M
- Megalancistrus barrae
- Melanorivulus decoratus
- Microglanis leptostriatus[7]
- Moenkhausia costae
- Moenkhausia sanctaefilomenae
- Myleus altipinnis
- Myleus micans

## N
- Neoplecostomus franciscoensis

## O
- Orthospinus franciscensis
- Otocinclus xakriaba
- Oxydoras niger

## P
- Pachyurus francisci
- Pachyurus squamipennis
- Pareiorhaphis stephanus
- Pareiorhina cepta[8]
- Parodon hilarii
- Parotocinclus prata
- Parotocinclus robustus[9]
- Phalloceros harpagos
- Phalloceros uai
- Phenacogaster franciscoensis
- Phenacorhamdia tenebrosa
- Piabina argentea
- Pimelodella laurenti
- Pimelodella robinsoni
- Pimelodella vittata
- Pimelodus fur
- Pimelodus maculatus
- Pimelodus pohli[10]
- Plagioscion squamosissimus
- Plesioptopoma curvidens
- Prochilodus argenteus
- Prochilodus costatus
- Prochilodus vimboides
- Psellogrammus kennedyi
- Pseudauchenipterus flavescens
- Pseudopimelodus charus
- Pseudoplatystoma corruscans
- Pseudotatia parva
- Pygocentrus piraya

## R
- Rhamdia enfurnada
- Rhamdiopsis microcephala
- Rhinelepis aspera
- Roeboides xenodon

## S
- Salminus franciscanus[11]
- Salminus hilarii
- Schizodon knerii
- Serrapinnus heterodon
- Serrapinnus piaba
- Serrasalmus brandtii
- Simpsonichthys alternatus
- Simpsonichthys auratus[12]
- Simpsonichthys fasciatus
- Simpsonichthys fulminantis
- Simpsonichthys gibberatus
- Simpsonichthys magnificus
- Simpsonichthys marginatus
- Simpsonichthys nielseni[13]
- Simpsonichthys picturatus
- Simpsonichthys punctulatus[14]
- Simpsonichthys rufus
- Simpsonichthys similis[15]
- Simpsonichthys stellatus
- Simpsonichthys trilineatus
- Simpsonichthys virgulatus
- Simpsonichthys zonatus
- Spatuloricaria nudiventris
- Stegophilus insidiosus
- Steindachnerina elegans
- Sternopygus macrurus
- Stygichthys typhlops

## T
- Tetragonopterus chalceus
- Trachelyopterus leopardinus
- Trichomycterus brasiliensis
- Trichomycterus concolor
- Trichomycterus reinhardti
- Trichomycterus variegatus
- Triportheus guentheri[16]